# Amogelang Motau
Amogelang Motau (* 27. Februar 1997) ist eine südafrikanische Fußballspielerin.

## Karriere

### Nationalmannschaft
Mit der südafrikanischen Nationalmannschaft nahm sie am Afrika-Cup 2022 teil. Am Ende gewann ihr Team im Finale gegen Marokko das Turnier und wurde somit erstmals in der Geschichte der Mannschaft zum Afrikameister. Sie selbst erhielt in drei der Partien Einsätze und erzielte bei dem Sieg über Burundi in der Gruppenphase auch ein Tor. So gelang dann ihrem Team die Qualifikation für die Weltmeisterschaft 2023.